# قیفک توستس
قیفک توستس (نام علمی: Conus tostesi) نام یک گونه از سرده قیفک‌ها است.